# 勒皮塞
勒皮塞（法語：Le Puiset，法語發音：[lə pɥizɛ]）是法国厄尔-卢瓦省的一个旧市镇，属于沙特尔区。2019年，勒皮塞与临近的2个市镇合并为新市镇博斯地区让维尔。

## 地理
勒皮塞（48°12'30"N, 1°51'55"E）面积7.91 平方千米，位于法国中央-卢瓦尔河谷大区厄尔-卢瓦省，该省份为法国北部内陆省份，北起顺时针与厄尔省、伊夫林省、埃松省、卢瓦雷省、卢瓦-谢尔省、萨尔特省和奧恩省接壤。
与勒皮塞接壤的市镇（或旧市镇、城区）包括：特朗克兰维尔。
勒皮塞的时区为UTC+01:00、UTC+02:00（夏令时）。

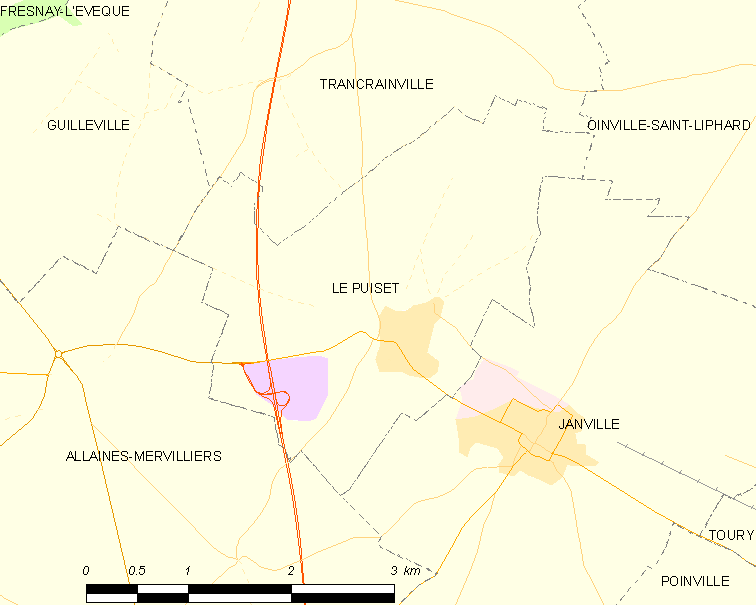
勒皮塞的OSM定位图

## 行政
勒皮塞的邮政编码为28310，INSEE市镇编码为28311。

## 政治
勒皮塞所属的省级选区为莱维拉日沃韦安县。

## 人口

1962-2008年间勒皮塞人口变化图示

勒皮塞于2018年1月1日时的人口数量为428人。